# Kanton Cazères
Kanton Cazères (francouzsky Canton de Cazères) je francouzský kanton v departementu Haute-Garonne v regionu Midi-Pyrénées. Tvoří ho 16 obcí.

## Obce kantonu
- Boussens
- Cazères
- Couladère
- Francon
- Lescuns
- Marignac-Laspeyres
- Martres-Tolosane
- Mauran
- Mondavezan
- Montberaud
- Montclar-de-Comminges
- Palaminy
- Plagne
- Le Plan
- Saint-Michel
- Sana